# Acer miaotaiense
Acer miaotaiense é uma espécie de árvore do gênero Acer, pertencente à família Aceraceae.